# Vlastimil Lada-Sázavský
Vlastimil Lada-Sázavský (n. 31 martie 1886, Praga, Austro-Ungaria – d. 22 aprilie 1956, Praga, Cehoslovacia) a fost un scrimer ceh, medaliat olimpic. A participat la o ediție a Jocurilor Olimpice (1908) în care a câștigat o medalie de bronz.

## Participări
Lista de mai jos prezintă principalele competiții la care a participat Vlastimil Lada-Sázavský de-a lungul carierei.
- fencing at the 1908 Summer Olympics – men's team sabre[*]